# PDP-11

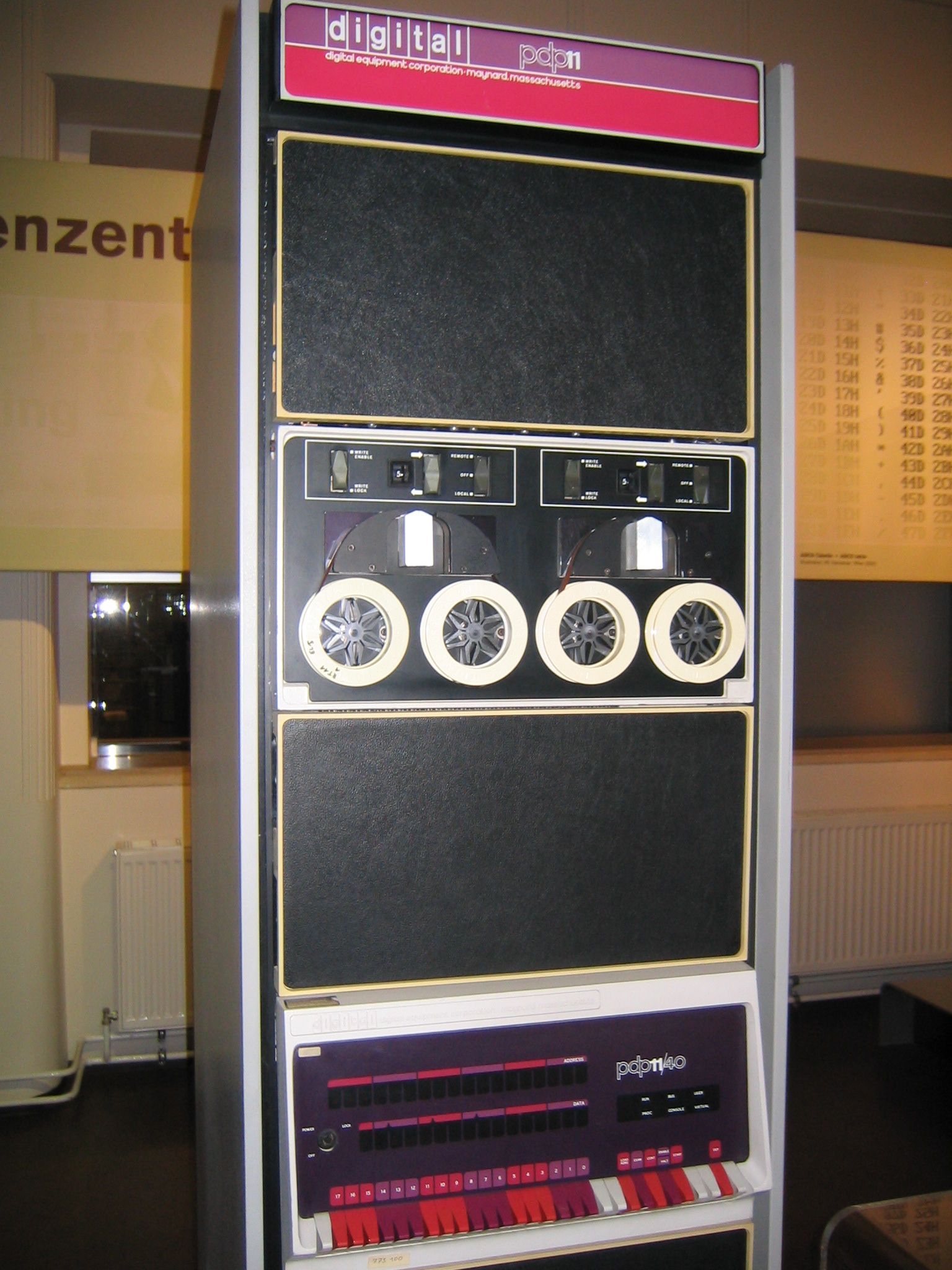
PDP-11/40 met TU56 tweevoudige DECtape drive.

De PDP-11 was een serie 16 bit-minicomputers populair in de jaren zeventig en tachtig van de 20ste eeuw. PDP staat voor Programmable Data Processor. De PDP-11-computers werden ontworpen en geproduceerd door de Amerikaanse leverancier Digital Equipment Corporation (DEC).
DEC richtte zich, ook met de PDP-computers, op de zakelijke markt. De PDP-lijn paste in de strategie van DEC om kleinere en goedkopere computersystemen op de markt te brengen die binnen het bereik van een afzonderlijke afdeling van een organisatie zouden liggen, in tegenstelling tot mainframes die door hun kostprijs, complexiteit en grootte alleen door een centrale IT-afdeling konden worden aangeschaft en onderhouden.
Door zijn architectuur met een bijna orthogonale instructieset is de PDP-11 zeer invloedrijk geweest in de industrie. Zo is bijvoorbeeld de Motorola 68000-lijn van microprocessoren er sterk door geïnspireerd geweest.
De PDP-11 was de opvolger van DEC's PDP-8-computer. Door de 16 bitsarchitectuur kon de PDP-11 64 kilobyte geheugen adresseren. Op den duur was dat een belangrijke beperking. De PDP-11 werd aan het eind van de jaren 80 opgevolgd door de 32 bits-VAX-minicomputer van DEC.

## PDP-11-modellen

### Unibus-modellen

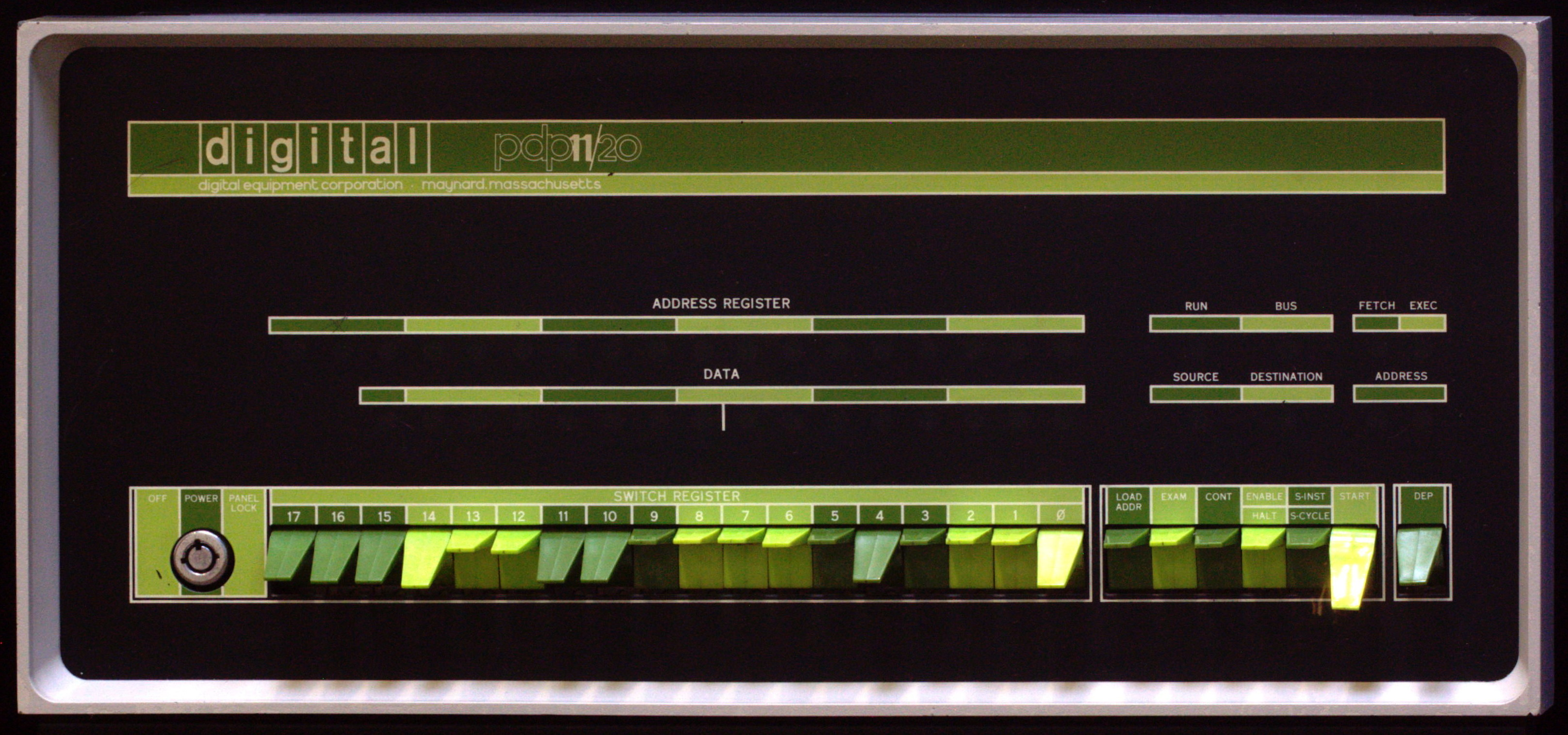
PDP-11/20 frontpaneel

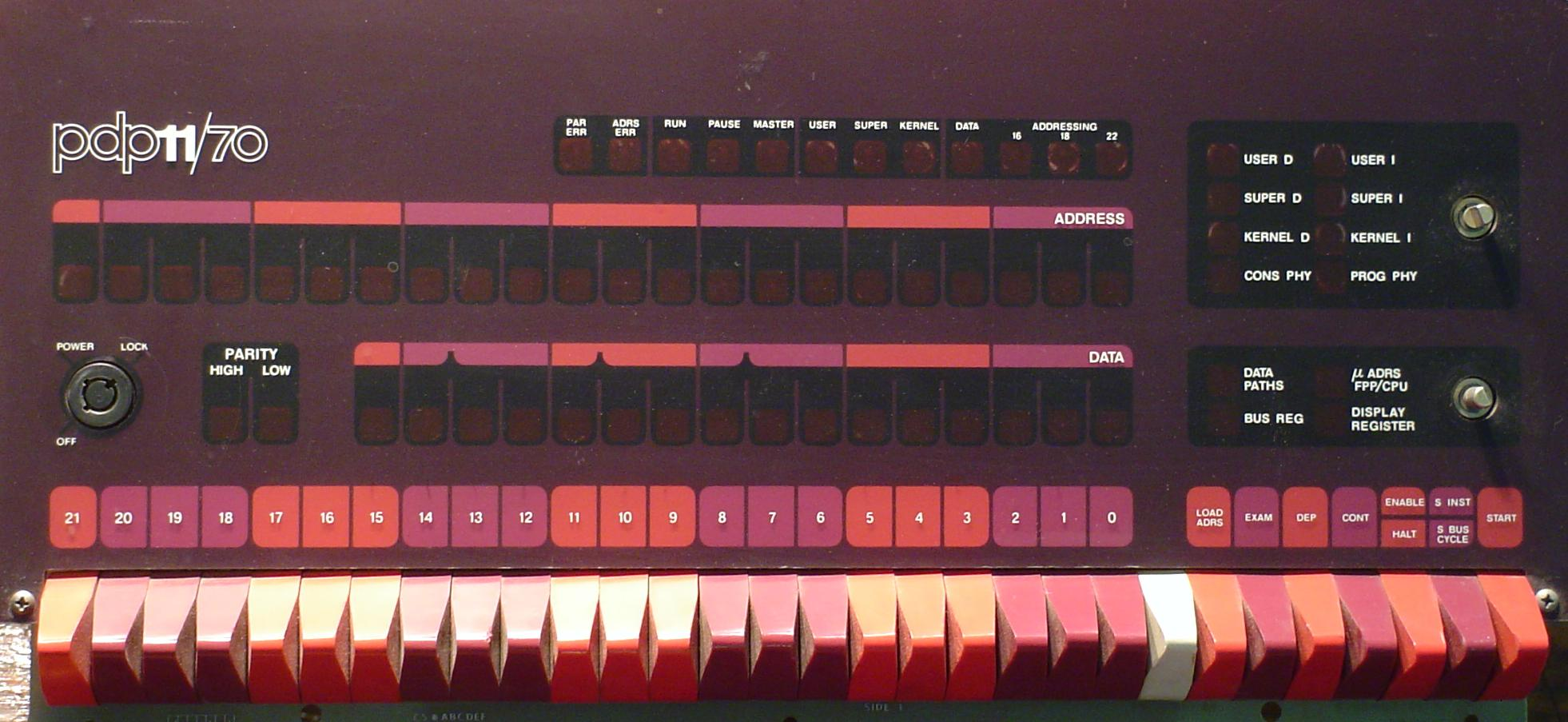
PDP-11/70 frontpaneel

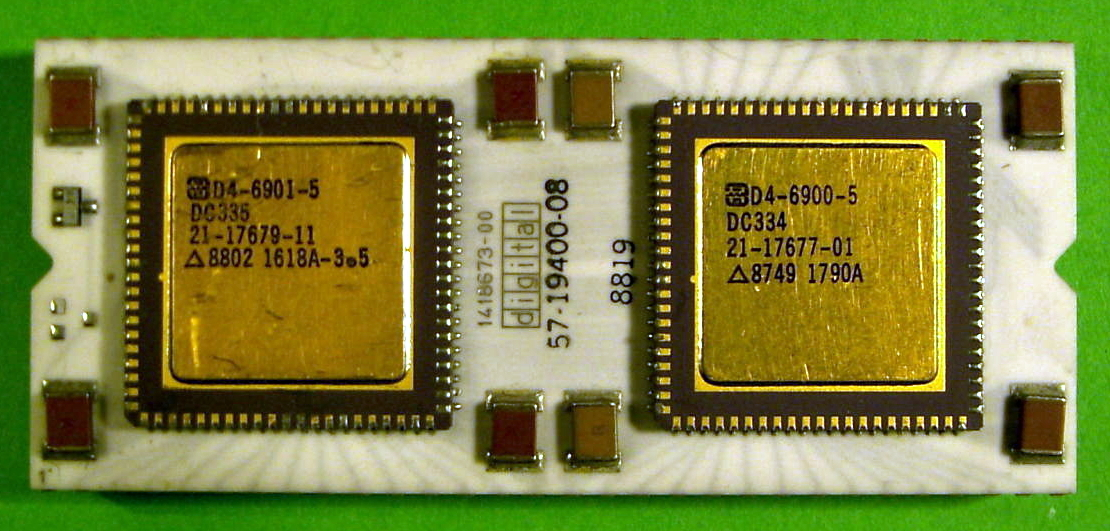
J11 microprocessor

- PDP-11/20 en PDP-11/15 (1970) — De originele processor ontworpen door Jim O'Loughlin.
- PDP–11/45 (1972), PDP–11/50 (1973) en PDP–11/55 (1976) — Deze machines gebruikten halfgeleidergeheugen in plaats van ringkerngeheugen.
- PDP-11/35 en PDP-11/40 (1973) — opvolgers van de PDP-11/20 met microcode.
- PDP-11/05 en PDP-11/10 (1973) — goedkopere opvolgers van de PDP-11/20.
- PDP-11/70 (1975) - ondersteunt tot 4 MB geheugen en snellere I/O-apparaten.
- PDP-11/34 (1976) en  PDP-11/04 (1975) — goedkopere opvolger van de 11/35 en 11/05. De PDP-11/09- en 11/39-modellen werden nooit geproduceerd. Het concept van de PDP-11/34 is uitgevonden door Bob Armstrong.
- PDP-11/60 (1977) — laat toe om extra instructies te implementeren in microcode.
- PDP-11/44 (1979) — Vervanger voor de 11/45 en 11/70, dit model had cachegeheugen en een floating point-eenheid.
- PDP-11/24 (1979) — Eerste VLSI PDP-11 voor de Unibus, deze machine gebruikte de "Fonz-11" (F11)-chipset.
- PDP-11/84 (1985-1986) — Deze computer gebruikte de VLSI "Jaws-11" (J11)-chipset.
- PDP-11/94 (1990) — op J11 gebaseerd, sneller dan de 11/84.

### Q-bus-modellen
- PDP-11/03 (1975) — Chipset van Western Digital. Ook bekend als de LSI-11/03
- PDP-11/23 (1979) — Tweede generatie LSI PDP met de "Fonz-11" (F11)-chipset.
- PDP-11/23+/MicroPDP-11/23 (1981) — Verbeterde 11/23 met meer functies op de processorkaart.
- MicroPDP-11/73 (1984) — Derde generatie LSI PDP, dit systeem gebruikte de "Jaws-11" (J11)-chipset.
- MicroPDP-11/53 (1987) — langzame 11/73 met on-boardmemory.
- MicroPDP-11/83 (1988) — snellere 11/73 met PMI (private memory interconnect).
- MicroPDP-11/93 (1990) — snelle 11/83; laatste DEC Q-Bus PDP-11-model.

### Werkstation-modellen
- PRO 325 (1982) — DEC Professional-werkstation met de "Fonz-11" (F11)-chipset.
- PRO 350 (1982) — DEC Professional-werkstation met de "Fonz-11" (F11)-chipset en een harde schijf.
- PRO 380 (1985) — DEC Professional-werkstation met de "Jaws-11" (J11)-chipset, een harde schijf en betere grafische mogelijkheden.

## Besturingssystemen
Door de populariteit van de PDP-11 is er een groot aantal besturingssystemen voor geschreven.
- UNIX
- BSD
- System-V
- ULTRIX
- IAS
- P/OS
- RSX-11
- RT-11
- RSTS/E
- DSM-11

- ANDOS
- MK-DOS
- MONECS
- CSI-DOS
- TRIPOS
- MUMPS
- DEMOS (Soviet Union)
- TSX-Plus
- Fuzzball
- NIS (besturing VRI's)
- UCSD Pascal

## Trivia
- De PDP-11 heeft een belangrijke rol gespeeld in de ontwikkeling en ontstaansgeschiedenis van het bekende besturingssysteem UNIX.
- Mede vanwege de busstructuur, waardoor het betrekkelijk eenvoudig was om externe hardware rechtstreeks te koppelen met de computer, werden de PDP-11-systemen vaak gebruikt als systeem om externe apparatuur aan te sturen. Enkele toepassingen in Nederland waren:
  - Als regel- en beheersysteem van het pakketgeschakeld netwerk Datanet 1, het voormalige openbare, op het X.25-protocol gebaseerde, datanetwerk. Het centrale landelijke beheer werd gedaan door een cluster van twee PDP-11-computers met elk een eigen harde schijf plus twee gedeelde disks die gebruikt werden door de dan actieve (master)computer. Deze systemen waren via de genoemde bus verbonden met de dedicated Datanet-1-hardware van BTMC of Bell Telephone - later opgegaan in Alcatel. Deze centrale node was verbonden met drie regionale centrales (met twee aparte datalijnen naar elke regio) die ook bestonden uit een cluster van twee PDP-11-systemen met disk + dubbele gedeelde disks en dedicated hardware. Deze regionale centrales handelden ook echt het dataverkeer af tussen de verschillende centrales waarop de klanten waren aangesloten. Naast Datanet 1 bestond er ook een openbare PAD-faciliteit die het mogelijk maakte om via gewone pc's of andere asynchrone terminals toegang te krijgen tot Datanet 1 en andere openbare X.25-netwerken. Dit was Telepad. Een variant vormde het net van Videotex Nederland, dat speciale telepadsystemen gebruikte. Deze systemen werden door dezelfde personen beheerd als Datanet 1, maar nu met DEC VAX- of MicroVAX-systemen.
  - Ook zijn PDP-11-systemen toegepast als verkeerslicht-regelaars, met name voor complexe knooppunten met verkeerslichten die reageerden op de aanwezigheid van verkeer.